# Isla Derrywarragh
La isla Derrywarragh (en inglés: Derrywarragh Island) es una tierra arcillosa situada en el lago Neagh, en Irlanda del Norte. Está unida por un puente a Maghery, en el condado de Armagh. La isla está a aproximadamente 13 kilómetros al noroeste de Portadown. La mayor parte de la isla es un pastizal húmedo. También hay zonas de bosques húmedos, humedales y pantanos. La isla se usa con regularidad como invernadero y lugar de cría de aves.